# Giacomo Bonaventura
Giacomo „Jack” Bonaventura (ur. 22 sierpnia 1989 w San Severino Marche) – włoski piłkarz, występujący na pozycji pomocnika w saudyjskim klubie Al Shabab oraz w reprezentacji Włoch.

## Kariera klubowa
Giacomo Bonaventura zawodową karierę rozpoczął w 2007 roku w Atalancie BC. Rozegrał tam tylko dwa spotkania, po czym trafił do Pergocreme. W nowej drużynie wystąpił tylko w czterech meczach i strzelił jednego gola. Następnie wrócił do Atalanty BC. W tym klubie zagrał tylko jeden mecz. Klub Atalanta BC zdecydował się wypożyczyć Giacomo Bonaventurę do Calcio Padova, gdzie rozegrał 15 meczów i nie strzelił żadnego gola. Po okresie wypożyczenia ponownie wrócił do Atalanty BC. Od 2010 Bonaventura wystąpił w 57 meczach i 11 razy wpisywał się na listę strzelców. Od 2014 do 2020 roku występował w barwach AC Milanu. Od 2020 zawodnik Fiorentiny.

## Kariera reprezentacyjna
Bonaventura ma za sobą występy w młodzieżowych reprezentacjach Włoch. Grał w zespołach do lat 19, do lat 20 dla których łącznie rozegrał 16 meczów i strzelił 10 goli.